# Drax the Destroyer
A Drax the Destroyer egy, a Marvel Comics által kiadott négyrészes mini-képregénysorozat, melynek első száma 2005 szeptemberében jelent meg az Amerikai Egyesült Államokban. A képregény írója Keith Griffen, rajzolója Mitch Breitweiser. A történet egyike az Annihilation című, a Marvel földönkívüli népeit érintő crossovernek, és annak egyik főszereplőjét, Draxot érintő előzményeit mutatja be.

## Cselekmény
|  | Alább a cselekmény részletei következnek! |

Egy rabszállító űrhajó fegyenceket szállít. Útja közben ismeretlen okokból a hajó meghibásodik és lezuhan a Földön. A túlélő rabok között van a szellemileg leépült Drax, egy egykori skrull parancsnok, Paibok, egy mániákus gyilkos, a Holdkóros, valamint a hírhedt Vértestvérek. Az Alaszkában lezuhant űrhajóról készült felvételek persze hamar műsorba kerülnek a helyi tévéhálózat adásában. A közeli kisváros egyik lakója az anyja alkoholizmusa miatt közönyösség és életunttá vált tizenéves lány, Cammi és kevésbé vakmerő barátja, Dex elindulnak, hogy megnézzék a roncsokat.
Mindeközben a Vértestvérek nem bírnak harci kedvükkel és rátámadnak Draxra, aki mintha kezdené visszanyerni öntudatát. Paibok és Holdkóros pedig elindulnak, hogy megkeressék a legközelebbi települést és az erdőben találkoznak a két gyerekkel. Dex a földönkívüliek láttán rögtön elrohan, Cammi viszont szemtelenkedni kezd velük. Paibok úgy véli, hogy időpocsékolás lenne végezni a kölykökkel és továbbállnak. Távozásuk után az ismét szellemileg visszamaradott állapotába süllyedt Drax is találkozik, Cammivel akit összetéveszt lányával, Heatherrel. Cammi ezt gonoszul kihasználva ismét ráuszítja Draxot a Vértestvérekre.
Közben Paibok és a Holdkóros birtokba veszik a kis települést és arra kényszerítik a lakosokat, hogy kutassák át az űrhajó roncsait hasznos alkatrészek után aminek a segítségével elhagyhatják a bolygót. A Drax és a Vértestvérek közötti harc hamar áttevődik a kisvárosra, ahol Paibok egyetlen mozdulattal végez Draxal. Cammi egyáltalán nem retten meg az igencsak véres jelent láttán és furcsa ötlettől vezérelve elkéri Paiboktól Drax hulláját. Paibok szó nélkül otthagyja a lányt, aki azonban meggyőzi az egyik Vértestvért, hogy Paibok odaadta neki a tetemet és hogy segítsen neki elvinni azt. Paibok rájön ugyan a lány átverte de különösebben nem érdekli a dolog.
Miután a Vértestvér kihurcolta a városból Drax holttestét ledobta egy szikláról és visszaindult a városba. Cammi és Dex lemásztak a tetemhez, ami furcsán füstölni kezdett. Mikor beesteledett Dex megunta, hogy a tetemet őrizzék, és visszament a városba ahol megpróbálta telefonon értesíteni a Bosszú Angyalait és a Fantasztikus Négyest, de nem járt sikerrel. Eközben az erdőben a kiszáradt teteméből Drax újjászületik, újra régi szellemi képességei teljes birtokában. Az újjászületés következtében azonban elveszítette testi ereje egy részét, repülési képességét és energiacsapást. Hogy megtudja mi történt vele kapcsolatot teremt Cammi és saját agya között, majd elindulnak a városba. Ez sportboltban Drax felfegyverzi magát két vadászkéssel, közben beszélgetni kezd Cammival. A lány megtudja, hogy Drax és a többi földönkívüli rabok voltak. Drax megígéri, hogy annyi embert fog majd megmenteni amennyit csak tud, de Cammi közönyösen reagál erre. Drax megkérdezi, hogy mi történt Cammival, ami ennyire közönyösség tett. Cammi erre csak annyi válaszol, hogy az „élet történt”.
Cammi és Dex elindulnak az iskolába, Drax pedig útnak indul az űrhajó roncsaihoz, ahol végez a Holdkórossal és az egyik Vértestvérrel. Eközben az iskolában Paibok elfogja Cammit és megtudja tőle, hogy Drax újjászületett és ők is elindulnak a roncsokhoz. Mikor megérkeznek Drax végezni akar Paibokkal is, de az nem akar harcolni és aktivál egy jeladót, amit az egyik halott fegyőrtől vett el. Ezután leülnek és várnak. Másnap reggel a S.H.I.E.L.D. helikopterei megérkeznek a kisvárosba, de az űrhajó roncsai addigra már eltűntek. Dex Cammi édesanyjának holttesténél áll és felolvassa neki azt az üzenetet amit Cammi hagyott hátra. Az üzenet igen rövid; „boldog leszek”. Az utolsó képen Drax és Cammi látható amint a Földtől távoldó űrhajón vannak és fegyverek merednek rájuk.
A földönkívüliek és kozmikus kalandok egykor a képregényipar fő vonalának számítottak, különösen az 1940-es és 1950-es években, de azóta a fényük jelentősen elhalványult. A Marvel 2005 decemberében jelentette be a kozmikus crossover megjelenését. Az alapgondolat az volt, hogy az évekig szinte mostohagyermekként kezelt űrbéli hősöknek új lehetőset adjanak hírnevük visszaszerzésére.
Az Annihilation-nal kapcsolatos, de annak nem szerves részét képező első kiadvány a Drax the Destroyer minisorozat volt, melynek első száma 2005 szeptemberében jelent meg. Ebben a kiadványban azonban a Marvel földönkívüli lényeit közelgő veszély még nem tűnt fel. A kiadvány a crossover egyik főszereplőjét, Draxot érintő eseményeket meséli el, melyek közvetlenül a Megsemmisítő Hullám támadása előtt zajlottak körülötte.
A 2006 márciusában megjelent Annihilation: Prologue a Megsemmisítő Hullám első támadását mutatja be, valamint néhány oldalt szentel a történet leendő főszereplőire, akik Drax, Nova, az Ezüst Utazó, a Szuper Skrull és Ronan, a Vádló. Az ezt követő négy, egyenként négyrészes minisorozat az utóbbi főszereplők körül zajló eseményeket tárgyalja, melyek megközelítőleg párhuzamosan zajlanak. Draxnak ugyan nincs újabb saját sorozata, de fontos szereplője az Annihilation: Nova minisorozatnak.
Meglepő módon a kiadvány egyik számában sem tűnik fel Adam Warlock, aki viszont szintén a Marvel egyik legismertebb földönkívüli karakterei közé tartozik. Tom Brevoort úgy nyilatkozott, hogy Adam Warlockot már annyiszor használták fel a Marvel kozmikus történeteiben, hogy úgy gondolták megérdemli a pihenést.
A crossover ugyan a fő Marvel univerzumban játszódik (616-os Föld), és annak ellenére, hogy eseményei majd az egész világegyetemre kiterjednek, a földi szuperhősök mit sem tudnak róla és egyetlen, a Földön játszódó kiadványát sem érinti a Marvelnek. Az Annihilation eseményei egy időben zajlanak a Marvel másik, a Föld szuperhőseit megosztó polgárháború (Civil War) eseményeivel, de a kettő nem keresztezi egymást, csupán az Annihilation egyik számában történik utalás a földi eseményekre.

## A cselekmény előzményei

### Prológus
Az Annihilation: Prologue egy egyrészes képregény, mely az Annihilation előzményei mutatja be. 2006 márciusában jelent meg az Amerikai Egyesült Államokban. A képregény írója Keith Giffen, rajzolói Scott Kolins és Ariel Olivetti.

#### Cselekmény
|  | Alább a cselekmény részletei következnek! |

Thanos az világegyetem peremén beszélget a Halállal, arról hogy hamarosan valami „gyönyörű” dolog fog történni.
Eközben a Törésnél közelében a Kylnt, mely egy galaktikus energiatermelő komplexum és halálsor elítélt bűnözők számára, rovarszerű űrhajók és lények támadják meg és teljesen elpusztítják.
A Kyln pusztulása következtében kétszáz csillagrendszer energiaellátása kezdett akadozni, ezért a Nova Őrség minden elérhető őrt szolgálatba állít, hogy képes legyen úrrá lenni a kialakulóban lévő káoszon. A Xandar halmazban az Őrség krízisprotokollja értelmében a pángalaktikus tranzitvonalakt is lezárják. A még korábban elfogott Draxot és Cammit az Őrség főhadiszállására szállították. Mivel az újjászületett Drax genetikai kódja már nem egyezik korábbi profiljával, az Őrök kénytelenek szabadon engedni, de persze a halmazt ő sem hagyhatja el a zárlat miatt. Ekkor a halmazt és az Őrség bázisát is megtámadják a Kylnt is elpusztító hajók és lemészárolják a Nova Őrséget, melynek egyetlen túlélő tagja marad, a Földön Nova néven ismert szuperhős Richard Rider. A központ pusztulás előtt Draxnak és Camminak még sikerül elmenekülnie egy mentőkomppal.
Mindeközben a Krí és Skrull Birodalmak vitatott peremvidékén Ronant, a Vádlót munkája közben krí hadsereg letartóztatja a Birodalom elleni vétkei miatt. A Verge rendszerben, nem messze a Xandar halmaztól az Ezüst Utazó is megérzi a közelgő veszélyt. A láthatatlanul kémkedő Szuper Skrull egy, a Skrull Birodalomhoz közeli krí csillagbázison értesül róla, hogy két skrull-rendszer megsemmisült.
Az egykori Xandar halmaz körül a pusztítást előidéző, Megsemmisítő Hullámnak nevezett rovarflotta állomásozik, és a zászlóshajó királynője, Eradica jelentést tesz, miszerint a Verge rendszert megtisztították. Végül kiderül, hogy a Hullámot Annihilus irányítja.

### Nova
Az Annihilation: Nova egy mini-képregénysorozat, melynek első száma 2006 áprilisában jelent meg az Amerikai Egyesült Államokban. A képregény írói Dan Abnett és Andy Lanning, rajzolója Kev Walker. Az Annihilation: Prologue utáni eseményeket mutatja be.

#### Cselekmény
|  | Alább a cselekmény részletei következnek! |

A Megsemmisítő Hullám támadása után négy nappal a Xandar halmaz romokban hever. Az egykori gigantikus lakóállmások maradványai lassan a központi csillagba hullanak, lakosság elpusztult, a Nova Őröket pedig lemészárolták. A bombázás következtében a fő lakóállomás letért a pályájáról és egyre távolodik a Xandar napjától.
Itt tér magához az utolsó élő Nova Őr, a Földön Nova néven ismert Richard Rider. A xandari Világtudat, a Nova Őrség szuperszámítógépe értesíti, hogy azonnal cselekednie kell mert a lakóállmás életkörülményei rohamosan romlanak. Azonban mielőtt Nova lehagyhatja a lakóállmást fel kell keresnie a Világtudat központját, hogy megmentse azt. A Világtudat tartalmazza mindazt ami Xandar valaha is volt ezért, hogy az át akarja tölteni magát és az egész Nova-erőt Nova öltözékébe. Nova csak nehezen hajlandó beleegyezni ebbe mivel mikor egy korábbi Nova Őr átvette magába az egész Nova-erőt megháborodott. Más választás hiányában azonban Nova végül beleegyezik. A hatalmas erő, félelmeit igazolva, elveszi a józan ítélőképességét és nekitámad a Hullámból visszamaradt hajókra, és ezzel majdnem megöli saját magát. Nova visszazuhan a lakóállmásra, ahol rátalál a pusztítás másik két túlélője, Drax és Cammi.
A történtek után Nova a Világtudat segítsége ellenére sem meri újra használni Nova-erőt. Vitájuk közben a Világtudat felismerte, hogy Drax azonos lehet a korábban tömeggyilkosságért galaxis-szerte üldözött Pusztítóval, és utasítja Novát, hogy tartóztassa le. Nova Draxnak szegezi a kérdést, hogy azonos e a Pusztítóval és bár mindhárman tudják az igazságot, Drax azt mondja, hogy az egy másik személy volt. Ezután elindulnak egy hangár felé, hogy találjanak egy működő űrhajót amivel elhagyhatják a pusztuló lakóállomást. Útközben bogarak támadnak rájuk, de Nova még mindig fél használni erejét és ez majdnem Cammi életébe kerül. A Világtudat ismét Nova lelkére akar beszélni, de ő nem akarja meghallgatni és odadobja a sisakját Draxnak, hogy őt tárgyalják meg a dolgot. Rövid megbeszélés után Drax és a Világtudat arra jutnak, hogy Drax képes lehet megtanítani Novának a megfelelő önfegyelmet a Nova-erő használatához.
Végül találnak egy működő hajót, de az ellenséges űrhajók miatt nem tudnának kellő távolságba jutni, hogy csillagkaput nyissanak a meneküléshez, a hajó rendszerei pedig nem engedik, hogy a lakóállomás közvetlen közelében nyissák meg a kaput. A lehetőségek hiánya miatt Nova kénytelen használnia az erejét, hogy ő maga nyisson csillagkaput. Mikor Nova megkérdezi Draxtól, hogy mi arra a biztosíték, hogy nem veszíti el az uralmat az erő felett, Drax csak annyit válaszol, hogy mielőtt ez megtörténne úgyis végez vele. A sikeres ugrás után kilenc fényévre kerülnek Xandartól de elveszítik az irányítást a hajó felett ami egy lakott bolygó gravitációs terébe kerül és zuhanni kezd.

## Megjelenés gyűjteménykötetben
- Drax The Destroyer: Earth Fall (TPB) – ISBN 0-7851-1806-3
- Annihilation, Book 1 (HC) – ISBN 0-7851-2511-6